# Rugby Afrique
Pour les articles homonymes, voir CAR.
Rugby Afrique, anciennement nommée Confédération africaine de rugby (CAR), est une association qui regroupe les nations africaines pratiquant le rugby à XV, le rugby à sept et le rugby féminin. Il s'agit d'une des six associations régionales de World Rugby.
Elle organise chaque année la Rugby Africa Cup (divisions Gold, Silver et Bronze) et le Rugby Africa Regional Challenge. Elle organise également une compétition de rugby à sept, le Africa Cup Sevens.

## Histoire
La Confédération africaine de rugby est créée en janvier 1986 à Tunis à l'initiative de la Tunisie, du Maroc, du Sénégal, de la Côte d'Ivoire, de la Tanzanie, du Kenya, des Seychelles et de Madagascar,. En juillet 1992, l'Afrique du Sud, sortie de l'apartheid, intègre la confédération. Les premières compétitions organisées sont les qualifications pour les Coupes du monde 1995 et 1999, mettant aux prises six puis sept nations.
La CAR se développe entre 1995 et 2000, lorsque la Fédération internationale de rugby amateur (FIRA), en accord avec World Rugby, se recentre sur l'Europe, laissant à la CAR le développement du rugby sur le continent africain. Dès 2000, elle organise une compétition continentale : la Coupe d'Afrique de rugby. Cette compétition s'étendra en 2001 avec la création d'une deuxième division, d'abord nommée CAR Trophy, avant de devenir la Coupe d'Afrique de 2e division. Une troisième division est créée en 2008 (Trophée du Développement), mais seules trois éditions sont organisées.
Lors de son assemblée générale de décembre 2014, la CAR adopte un nouveau nom pour devenir Rugby Afrique ; cette modification intervient à la suite du changement récent d'identité de l'IRB qui est devenue World Rugby. À la même occasion, la fédération continentale africaine signe une convention de partenariat avec les fédérations nationales française et sud-africaine.
En janvier 2015, quatre nouvelles nations sont intégrées à Rugby Afrique : le Malawi, le Lesotho, la Guinée et le Sierra Leone. Rugby Afrique compte désormais 41 membres, puisque les équipes de la Réunion et de Mayotte sont rattachées à la Fédération française de rugby.

## Logo

Évolution du logo
Ancien logo abandonné en 2014.
Logo de 2014 à 2018.
Logo depuis 2018. (version francophone)
Logo depuis 2018. (version anglophone)

## Présidents

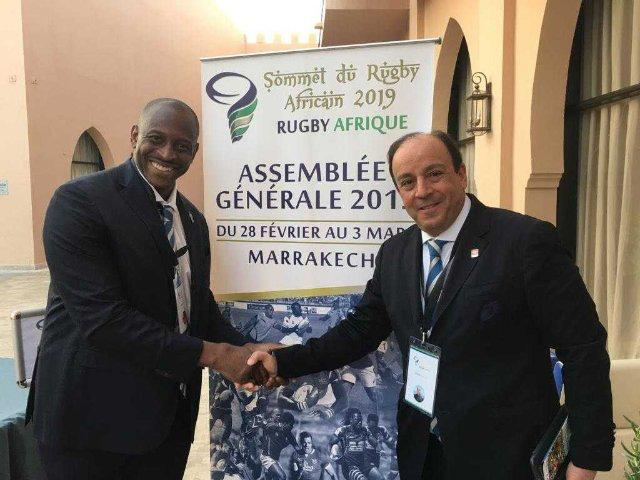
Herbert Mensah et Khaled Babbou en 2019, sous la présidence du second.

- 2002-2019 :  Abdelaziz Bougja[6]
- 2019-2023 :  Khaled Babbou[7]
- élu en 2023 :  Herbert Mensah (en)[8]

## Membres

### 21 membres de World Rugby[9]
- Afrique du Sud
- Algérie[10]
- Botswana
- Burkina Faso
- Burundi
- Cameroun
- Côte d'Ivoire
- Eswatini
- Ghana
- Kenya
- Madagascar
- Maroc
- Maurice
- Namibie
- Nigeria
- Ouganda
- Rwanda
- Sénégal
- Tunisie
- Zambie
- Zimbabwe

### 6 membres associés de World Rugby
- Égypte
- Lesotho
- Mali
- République démocratique du Congo
- Tanzanie
- Togo

### 8 membres ou membres associés de Rugby Afrique
- Bénin
- Gabon[11]
- Guinée
- Malawi
- Mauritanie
- Niger
- Sierra Leone
- Tchad

### 7 pas encore membres, mais travaillant avec Rugby Afrique
- Cap-Vert
- Comores
- République du Congo
- Éthiopie
- Libye
- République centrafricaine
- Seychelles

### Autres
- Angola
- Djibouti
- Érythrée
- Gambie
- Guinée-Bissau
- Guinée équatoriale
- Liberia
- Mayotte[Note 1]
- Mozambique
- La Réunion[Note 2]
- Sao Tomé-et-Principe
- Somalie
- Soudan
- Soudan du Sud

## Classement masculin World Rugby par nation
Le tableau suivant retrace le classement des sélections de la Confédération africaine de rugby depuis 2003 d'après leurs points au classement mondial World Rugby établi en fin d'année civile de coupe du monde.
| Équipe         | 2003 | 2007 | 2011 | 2015 | 2019 | 2023 |
| -------------- | ---- | ---- | ---- | ---- | ---- | ---- |
| Afrique du Sud | 5    | 1    | 4    | 3    | 1    | 1    |
| Namibie        | 25   | 25   | 19   | 22   | 23   | 22   |
| Kenya          | 51   | 38   | 39   | 28   | 32   | 34   |
| Zimbabwe       | 47   | 56   | 33   | 31   | 35   | 31   |
| Tunisie        | 31   | 36   | 38   | 39   | 39   | 48   |
| Madagascar     | 42   | 45   | 56   | 41   | 51   | 43   |
| Ouganda        | 68   | 34   | 43   | 48   | 40   | 37   |
| Sénégal        | 77   | 68   | 54   | 50   | 54   | 56   |
| Côte d'Ivoire  | 40   | 44   | 44   | 51   | 42   | 47   |
| Maroc          | 21   | 30   | 27   | 52   | 48   | 46   |
| Botswana       | 89   | 78   | 82   | 64   | 78   | 76   |
| Nigeria        | 74   | 89   | 88   | 77   | 70   | 69   |
| Zambie         | 60   | 71   | 71   | 82   | 67   | 68   |
| Maurice        | -    | -    | -    | 91   | 93   | 91   |
| Cameroun       | 78   | 81   | 76   | 92   | 99   | 107  |
| Eswatini       | -    | -    | -    | 93   | 91   | 104  |
| Rwanda         | -    | -    | -    | -    | 95   | 99   |
| Ghana          | -    | -    | -    | -    | 89   | 85   |
| Algérie        | -    | -    | -    | -    | -    | 75   |
| Burkina Faso   | -    | -    | -    | -    | -    | 90   |
| Burundi        | -    | -    | -    | -    | -    | 103  |